# Saturn Atmospheric Entry Probe
Saturn Atmospheric Entry Probe — запропонована у 2010 році місія з відправлення космічного апарата до Сатурна для вивчення його атмосфери.
Вікно для запуску місії було запропоноване 30 серпня 2027 року або 22 червня з прибуттям у 2034 році. Місія розроблялась НАСА в рамках програми New Frontiers.

## Огляд місії

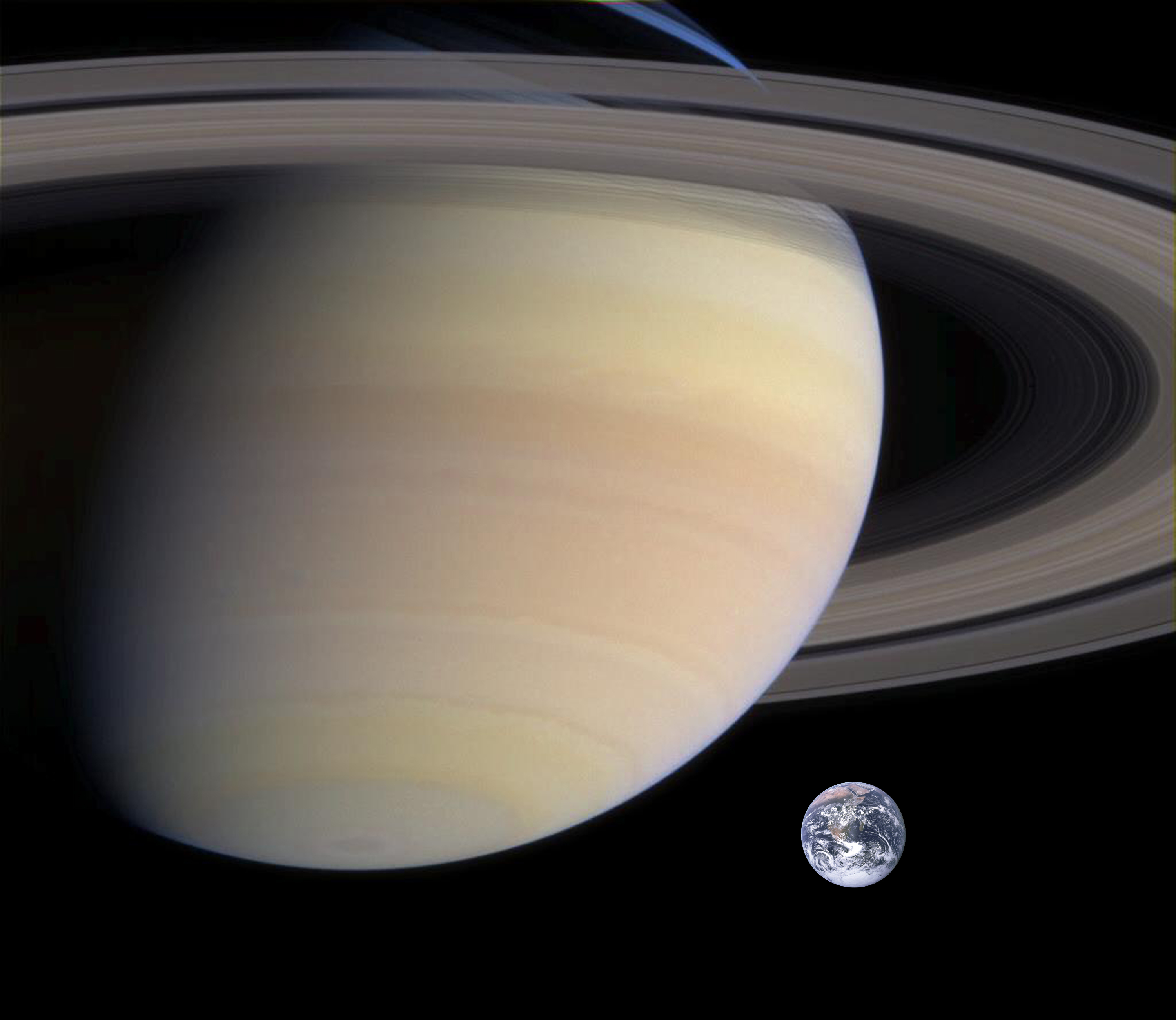
Зіставлення розмірів Землі і Сатурна.

На сьогодні існує необхідність вивчення процесів формування зовнішніх планет Сонячної системи, їх еволюції. Важливо отримати точні дані щодо складу, структури газових гігантів. Для вивчення внутрішньої структури газових планет необхідна комбінація з дистанційних місій і зондів безпосередньо біля планети.
Місія Saturn Atmospheric Entry Probe складатиметься з ретранслятора і спускного зонда. Ретранслятор має доправити зонд до Сатурна і передавати дані від нього до Землі. Ретранслятор-орбітер буде виведений на орбіту, як АМС «Галілео». Для знищення апарата знадобиться орбітальний маневр. Зонд здійснить вимірювання структури атмосфери — вміст благородних газів, ізотопів водню, вуглецю, азоту і кисню.
Зонд спуститься в атмосферу на парашуті і почне виміри при атмосферному тиску 0,1 бар. Коли атмосферний тиск сягне 1 бар, зонд відокремиться від парашута для швидшого спуску з тиском 5 бар і завершить місію після 55 хвилин збору даних. Зонд буде спроєктований, щоб витримати тиск 10 бар на глибині атмосфери близько 250 км.
Як джерело енергії передбачається покращений радіоізотопний генератор Стірлінга. Після відділення, зонд має використовувати акумулятор.

rigft

## Наукові цілі
- Визначити вміст благородних газів, ізотопів водню, вуглецю, азоту, кисню і аргону в атмосфері Сатурна.
- Визначити структуру атмосфери Сатурна під час спуску зонда.

Цілі другого етапу включають:
- Визначення вертикального профілю зональних вітрів залежно від глибини в місці входу зонда.
- Визначення розташування, щільності і складу хмар залежно від глибини атмосфери.
- Визначення мінливості атмосферної структури і наявності хмарності в певному регіоні.
- Визначити вертикальний профіль вмісту води в місці спуску зонда.
- Провести вимірювання ізотопів легких елементів, таких як S, N, O в атмосфері планети.

## Наукові інструменти
Для досягнення наукових цілей космічний апарат матиме мінімум два інструменти — месс-спектрометр та інструмент для вимірювання температури, тиску та щільності атмосфери.